# Brandon DiCamillo
Brandon DiCamillo est un scénariste, acteur et réalisateur américain né le 15 novembre 1976 à West Chester, en Pennsylvanie (États-Unis). Il est aussi connu pour être l'un des membres déjantés de Jackass où il fait de nombreuses participations.

## Biographie
DiCamillo est un des meilleurs amis de Bam Margera. Ils se sont rencontrés au lycée pour la réalisation d'un projet vidéo. Depuis ce temps ils n'ont pas arrêté de tourner des cascades avec tous leurs potes. Il joue d'ailleurs dans le film de Bam Haggard avec Ryan Dunn. En dehors de ça, son boulot c'est de « mettre des fringues dans des boîtes et les transporter... » Il a également joué dans la série créée par Bam Margera Viva La Bam.

## Filmographie

### comme scénariste
- 1999 : Landspeed: CKY (vidéo)
- 2000 : CKY2K (vidéo)
- 2001 : CKY 3 (vidéo)
- 2002 : CKY 4 (vidéo)
- 2003 : Haggard: The Movie (indy film)
- 2008 : Minghags: The Movie (en) (indy film)

### comme acteur
- 2001 : Destroying America (vidéo)
- 2002 : Jackass, le film : lui-même
- 2003 : Haggard: The Movie : Falcone / Taxi Driver / Announcer at Appliance Contest / Gnar Kill Band Member
- 2008 : Minghags: The Movie (en) : Rut Ru / Ponce
- 2006 : Jackass: Number Two : lui-même

### comme réalisateur
- 2001 : CKY 3 (vidéo)
- 2008 : Minghags: The Movie (en) (coréalisateur)